# Judit Puigdomènech i Roca
Judit Puigdomènech i Roca és una cantautora i actriu catalana, coneguda artísticament com a Ju, nascuda a Gurb (Osona) el 1992. La seva formació inclou música, dansa i art dramàtic. Ha publicat tres discos (fins al 2024) de música pop amb temes propis.

## Biografia
Ju és una artista emergent en el panorama musical català. Filla del guitarrista Ricard Puigdomènech, que fou membre fundador de Los Trogloditas (després Loquillo y los Trogloditas), guitarrista i compositor de Strombers i productor de grups emblemàtics catalans com Sopa de Cabra o Lax'n'Busto, Ju va créixer en un ambient musical, fet que va determinar la seva formació des de petita. Posteriorment també ha estudiat arts escèniques, ha completat els estudis d'Art Dramàtic a l'escola Eòlia. També havia iniciat estudis de Literatura a la Universitat Autònoma (UAB).
La seva música s'inscriu en el pop-rock, però amb una forta petjada de reggae i de rythm and blues. Acostuma a fer actuacions en directe acompanyada de la seva banda (formada per Arnau Martín, guitarra; Jordi Junyent, bateria; David Vila, baix; Raimon Bonvehí, teclat; Armand Noguera, trompeta, i Gerard Serrano, trombó), en les quals destaca la posada en escena amb coreografies on mostra la seva formació en expressió corporal i un ampli registre vocal amb fort regust de rythm and blues, tot i que sovint també ha fet concerts en format acústic, acompanyada de guitarra i piano.
Judit Puigdomènech es va donar a conèixer en l'escena musical el 2016, amb l'àlbum de debut El mon es mou, un disc d'edició pròpia, enregistrat a l'estudi del seu pare, Sonic Studios, el qual va col·laborar també en la producció. D'aquest treball havia presentat dos videoclips abans de la publicació: "Temps" i "Decisió".
Ha col·laborat en clips de Strombers ("Marieta") i d'Obeses ("Regala petons"), entre d'altres.
El 2018 va llançar el seu segon disc, Bandera blanca, editat per RGB Music. En aquest treball les cançons de l'autora tenen un caire social i reivindicatiu, i suposen un pas endavant en la seva proposta allunyada dels corrents musicals que predominen en l'escena catalana dels darrers anys.
Ha actuat, entre d'altres, al Festival de Torroella de Montgrí (juliol 2018), al Festival de Música de Begur (agost 2018), a la Marató de TV3, a la Gala dels XI Premis Gaudí, al Talarn Music Experience, al festival Canet rock (2019), al Festival Sota la Palmera de Tarragona i al 7è Festival Jardins de Pedralbes (2019).
El juliol de 2019 va impartir un taller de composició de cançons en el marc del Campus Rock Girona 2019.
Després de sis anys de silenci discogràfic va tornar el 2024 amb el EP Venus. Les sis cançons de l'obra s'inspira de la deessa de la bellesa i l'amor de la mitologia romana.

## Discografia
- El món es mou (Sonic Studios, 2016)[1]
- Temps (single i videoclip del disc El món es mou)[14]
- Bandera blanca (RGB suports, 2018)[1]
- "Color d'Esperança", dins La investigació dona vida (La Marató, 2018), amb David Busquets.[8]
- Venus (Fanàtik, EP, 2024)

## Premis i mencions
- Finalista del Premi VicSona 2016.[15]
- Guanyadora del Premi Èxit del concurs Sona9, en l'edició de 2017.[15][6]
- Nominació a l'Artista revelació als premis ARC (2018).[16]